# Suisse Pesciatina

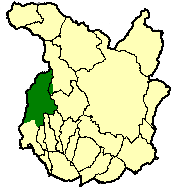
La Suisse pesciatine dans la province de Pistoia

La Suisse Pesciatina ou pesciatine est la dénomination d'un territoire italien toscan de la province de Pistoia situé sur le frazione de la commune de Pescia.
Elle doit son nom au Genevois Jean Charles Leonard Simonde de Sismondi historien et économiste exilé à Pescia à la fin du XVIIIe siècle, qui trouvait une similitude entre cette région et son pays natal, la Suisse.
La Suisse pesciatine s'étend sur un territoire d'environ 50 km2, principalement montagneux arrosé des cours d'eau de la   Valdinievole, la Pescia di Pescia et comportant deux vallées, le Val di Forfora  et le  Val di Torbola dans lesquels coulent les deux ramification du cours d'eau, qui se rejoignent à Ponte di Sorana.
Dix paysages caractéristiques, frazioni de la commune de  Pescia, le dieci castella, la composent, du nord au sud : Pontito, Stiappa, Castelvecchio, San Quirico, Vellano, Sorana, Aramo, Fibbialla, Medicina et Pietrabuona.
Ces anciennes localités possèdent toutes un schéma bien défini : elles sont exposées à sud, elles sont protégées de murailles en pietra serena (dans beaucoup de cas  détruites) et d'une tour de repérage qui, dans le temps, a vu sa fonction changer en résidence ou en  tour campanaire.
Ont été parfois considérés comme faisant partie de la Suisse pesciatina, les pays de Lanciole et de Calamecca, frazioni de la commune de Piteglio.
À l'exception de Pietrabuona, de Sorana et de San Quirico, le dépeuplement de cette région est massif depuis trois décennies et la population ne compte plus que quelques milliers d'habitants.

## Sources
- (it) Cet article est partiellement ou en totalité issu de l’article de Wikipédia en italien intitulé « Svizzera Pesciatina » (voir la liste des auteurs).